# Флаг Сержипи
Флаг бразильского штата Сержипи представляет собой прямоугольное полотнище, состоящее из четырёх чередующихся горизонтальных полос зелёного и жёлтого цветов. В левом верхнем углу расположен тёмно-синий квадрат, в котором изображены пять белых пятиконечных звёзд.

## История
Нынешний флаг Сержипи был разработан в конце XIX века Жозе Родригисом Бастусом Коэлью и официально утверждён флагом штата 19 октября 1920 года. Пять звёзд на нём олицетворяли пять главных рек региона. В 1951 году флаг был изменён: звёзд стало 35, теперь они обозначали муниципалитеты штата Сержипи. Однако в 1952 году новый флаг был отвергнут и заменён прежним.

## Символика
Зелёный и жёлтый цвета на флаге Сержипи традиционны и совпадают с цветами на флаге Бразилии, пять звёзд символизируют главные реки штата: Сержипи, Пошим, Сан-Франсиску, Ваза-Баррис и Котингибу.